# 星君
星君，道教認為，每顆天上的星體，都有主宰之神明，謂之星君。如吳承恩《西遊記》：「老孫這去，不消啟奏玉帝，只到南天門裏上彤華宮，請熒惑火德星君來此放火，燒那怪物一場。」即指請熒惑（火星）之神下降幫忙。

## 被稱為星君的神
- 北斗星君
- 南斗星君
- 西斗星君
- 東斗星君
- 中斗星君
- 太陽星君
- 太阴星君
- 羅㬋星君
- 計都星君
- 太歲星君
- 金德星君（又稱太白金星、太白星君）
- 木德星君
- 水德星君
- 火德星君
- 土德星君
- 朱衣星君
- 魁斗星君
- 龍德星君
- 月老星君